# White Waltham
White Waltham – wieś i parafia w okręgu Windsor and Maidenhead w hrabstwie Berkshire, znajduje się tam lotnisko White Waltham Airfield.
We wsi znajduje się kościół parafialny pochodzący z czasów normańskiech, przebudowany w XIII wieku i w XIX wieku w stylu wiktoriańskim.